# Pareurystheus alaskensis
Pareurystheus alaskensis är en kräftdjursart som först beskrevs av Stebbing 1910.  Pareurystheus alaskensis ingår i släktet Pareurystheus och familjen Isaeidae. Inga underarter finns listade i Catalogue of Life.